# Ramsö, Korpo
Ramsö med Midsommarskär, Skituskär och Lågudden är en ö i Finland. Den ligger i Skärgårdshavet och i kommunen Pargas i den ekonomiska regionen  Åboland i landskapet Egentliga Finland, i den sydvästra delen av landet. Ön ligger omkring 67 kilometer sydväst om Åbo och omkring 190 kilometer väster om Helsingfors.
Öns area är 51,5 hektar och dess största längd är 1,4 kilometer i öst-västlig riktning.

## Sammansmälta delöar
- Ramsö 59°56′11″N 21°37′41″Ö / 59.93632°N 21.62799°Ö
- Midsommarskär 59°56′24″N 21°37′31″Ö / 59.94006°N 21.6253°Ö
- Skituskär 59°56′16″N 21°37′01″Ö / 59.9377°N 21.61708°Ö
- Lågudden 59°56′08″N 21°38′20″Ö / 59.93561°N 21.63878°Ö